# عرفان مفتول‌کار
عرفان مفتول‌کار (زاده ۱۸ دی ۱۳۷۲ در اصفهان) بازیکن فوتبال ایرانی است که در باشگاه فوتبال سپاهان اصفهان در لیگ برتر بازی می‌کرد.

## افتخارات
باشگاهی
- لیگ برتر
- قهرمانی در لیگ برتر فوتبال ایران ۹۴-۱۳۹۳ به همراه تیم سپاهان اصفهان